# Нетландия

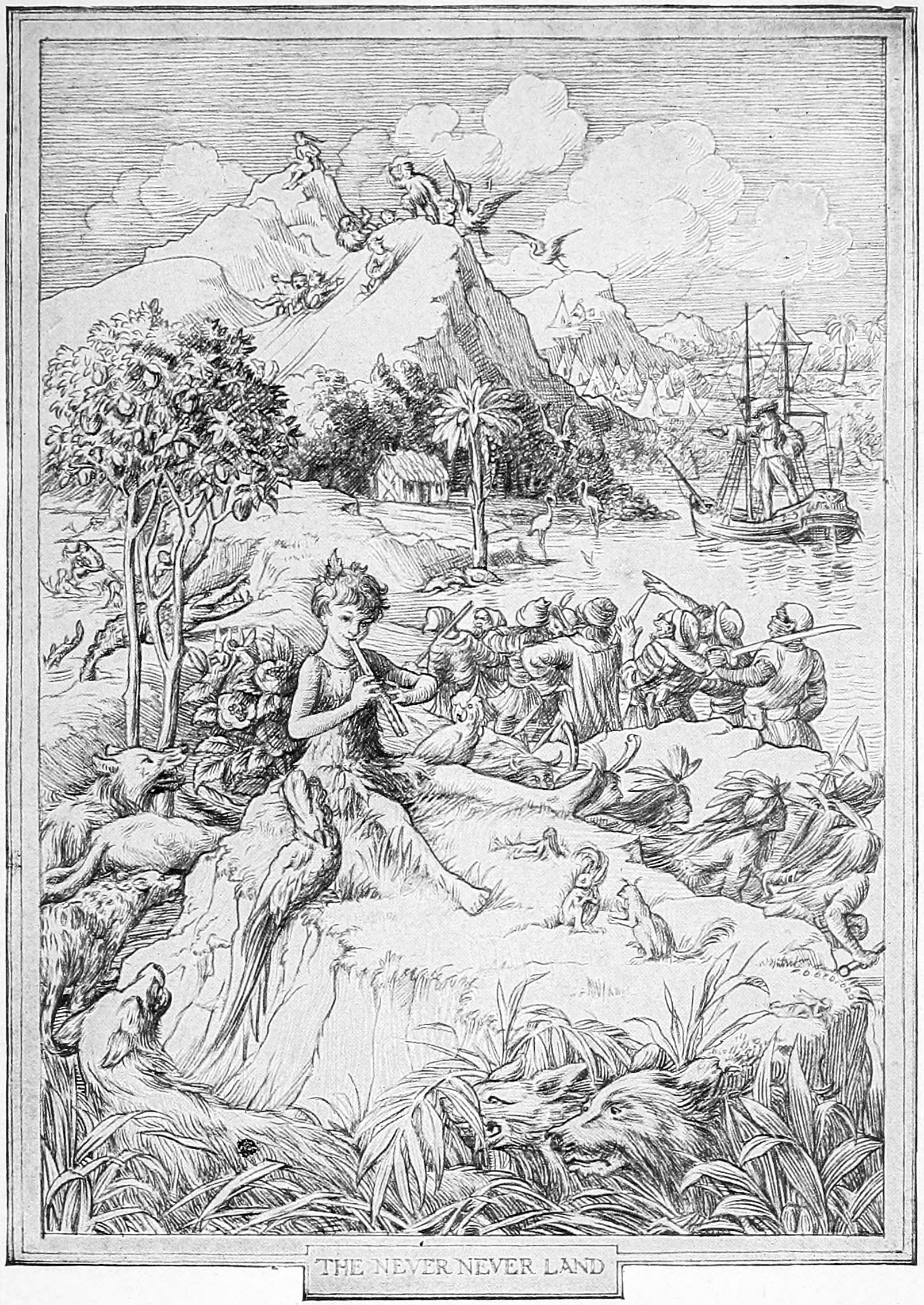
Иллюстрация Ф. Д. Бедфорда к роману «Питер и Венди», опубликованному в 1911 г.

Нетландия, Неверленд, Небывальщина, Небыляндия, Нигдея, страна Нетинебудет или остров Небывалый (англ. Neverland) — нереальное место, в котором происходит действие произведений Джеймса Барри о Питере Пэне и работ, основанных на них.
Впервые Нетландия упоминается в 1904 г. в пьесе Дж. Барри «Питер Пэн, или Мальчик, который не хотел расти» (англ. «Peter Pan, or The Boy Who Wouldn't Grow Up»), а затем в 1911 г. в написанной на её основе книге «Питер и Венди».

## География
Нетландия, или остров Небывалый, является вымышленным местом, поэтому адреса не имеет. Однако, судя по сказке самого Дж. Барри, адрес острова Небывалый из уст Питера Пэна гласит: направо — второй поворот, и прямо, пока не настанет рассвет. В мультфильме же несколько другое толкование: из двух самых ярких на Лондонском небе звёзд Питер указывает на ту, что выше, и велит следовать за ней, затем повернуть направо и держать курс до рассвета. Такой же "адрес" и в фильме.

## Обитатели

### Феи
- Динь-Динь (Динь-Дилинь/Починка)

### Пропавшие мальчишки
Пропавшие мальчишки — племя мальчиков-сирот, перенесённых на остров феями при помощи волшебной пыльцы. Они живут в пещерах и древесных домах и ведут жизнь, наполненную приключениями: воюют с пиратами и поддерживают мирные отношения с другими обитателями Нетландии. Лидером мальчишек является Питер Пэн.

### Пираты
Члены экипажа пиратского корабля «Весёлый Роджер» обосновались в водах у побережья Нетландии и наводят страх на его обитателей. Главарь пиратов — безжалостный капитан Крюк. Как пираты появились на острове, неизвестно. После гибели капитана Крюка Питер Пэн взял корабль под своё командование и с его помощью переправил детей семьи Дарлинг и Пропащих мальчишек в Лондон.

### Индейцы
Дочь индейского вождя зовут Тигровая Лилия.

### Русалки
Русалки живут в лагуне. Они легкомысленны, высокомерны и любят лишь наслаждения. Целыми днями они поют и играют.

## Варианты перевода
- Нина Демурова — Небывалый остров (издание 1968 года), Нигдешний остров (издание 2010 года)
- Ирина Токмакова — остров Нетинебудет
- Борис Заходер — остров Гдетотам